# Rossville (Indiana)
Rossville – miasto w Stanach Zjednoczonych, w stanie Indiana, w hrabstwie Clinton.